# Liquid Sky
Liquid Sky é um filme independente estadunidense. Ele estreou no Festival de Cinema de Montreal em agosto de 1982 e foi bem recebido em vários festivais posteriores. Foi produzido com um orçamento de US$ 500.000. Ele se tornou o filme independente mais bem sucedido de 1983 arrecadando US$ 1,7 milhões nos primeiros meses de lançamento.
Em 16 de abril de 2009 Dan Persons, de mightymoviepodcast.com, lembrou que, quando de seu lançamento, Liquid Sky "provocou discussões acaloradas e, amando ou odiando, era visão obrigatória para quem realmente se importava com cinema." Persons considera o filme "uma das forças formativas do cinema indie".
Carlos James Chamberlin escreveu em março de 2004 em senseofcinema.com: "Está na hora de as pessoas começarem a se entregar ao Liquid Sky. Sua grande mancha de batom está espalhada por boa parte do cinema indie."
O filme é visto como uma forte influência na cena clubber que surgiu no início de 2000 em Brooklyn, Berlim e Londres chamada electroclash.

## Elenco
- Anne Carlisle ... Margaret / Jimmy
- Paula E. Sheppard ... Adrian
- Susan Doukas ... Sylvia
- Otto von Wernherr ... Johann Hoffman
- Bob Brady ... Owen
- Elaine C. Grove ... Katherine
- Stanley Knap ... Paul
- Jack Adalist ... Vincent
- Lloyd Ziff ... Lester
- Harry Lum ... Chinese Food Deliveryman
- Roy MacArthur ... Jack
- Sara Carlisle ... Nellie
- Nina V. Kerova ... Designer
- Alan Preston ... Photographer
- Christine Hatfull ... Hair Stylist #1

## Prêmios
- Festival Mundial de Cinema de Montreal – Prêmio do Primeiro Júri
- Festival de Cinema de Sydney - Prêmio do Público
- Festival Internacional de Cinema de Cartagena – Prêmio Especial do Júri pelo impacto visual
- Festival Internacional de Cinema de Bruxelas - Prêmio Especial do Júri
- Festival Internacional de Cinema de Cinemanila - Prêmio Especial do Júri

## Recepção
O filme recebeu uma classificação de 94% fresco no agregador de críticas Rotten Tomatoes.